# فوکوتارو شینو
فوکوتارو شینو (ژاپنی: 篠 福太郎؛ زادهٔ ۲۸ ژوئیهٔ ۱۹۸۲) یک بازیکن فوتبال اهل ژاپن است.
از باشگاه‌هایی که در آن بازی کرده‌است می‌توان به باشگاه فوتبال میتو هولیهوک اشاره کرد.